# Durdat-Larequille
 Durdat-Larequille  es una población y comuna francesa, situada en la región de Auvernia, departamento de Allier, en el distrito de Montluçon y cantón de Marcillat-en-Combraille.

## Demografía
| 1143 | 1089 | 1012 | 1089 | 1139 | 1109 |
| Para los censos de 1962 a 1999 la población legal corresponde a la población sin duplicidades (Fuente: INSEE [Consultar]) |      |      |      |      |      |